# Instituto Nacional de Fomento Cooperativo
El Instituto Nacional de Fomento Cooperativo (INFOCOOP) de Costa Rica es una institución pública encargada del fomento y desarrollo del cooperativismo en Costa Rica. Creada por Ley de la República el 20 de febrero de 1973 como una institución pública con personalidad jurídica propia y autonomía tanto administrativa como funcional.
Su sede se ubica en calle 20, transversal 20, barrio México, Merced, 10102, San José, San José.
Su finalidad es "fomentar y promover condiciones al mundo financiero, divulgar y apoyar el cooperativismo en todos los niveles, propiciando las condiciones requeridas y los elementos indispensables a una mayor y efectiva participación de la población del país, en el desenvolvimiento de la actividad económico-social que simultáneamente contribuya a: crear mejores condiciones de vida para los habitantes de escasos recursos, realizar una verdadera promoción del costarricense y fortalecer la cultura democrática nacional".

## Funciones y atribuciones
La legislación costarricense estipula las siguientes funciones y atribuciones del Instituto Nacional de Fomento Cooperativo para el cumplimiento de sus propósitos:
a) Promover la organización y desarrollo de toda clase de asociaciones cooperativas;
b) Fomentar la enseñanza y divulgación del cooperativismo en todas sus formas y manifestaciones, para lo cual establecerá con preferencia cursos permanentes sobre doctrina, administración, contabilidad, gerencia y toda actividad educativa que promueva un verdadero espíritu cooperativista nacional;
c) Prestar asistencia técnica a las asociaciones cooperativas en cuanto a estudios de factibilidad, ejecución y evaluación de programas;
d) Conceder crédito a las asociaciones cooperativas en condiciones y proporciones especialmente favorables al adecuado desarrollo de sus actividades, percibiendo por ello, como máximo, los tipos de interés autorizados por el Sistema Bancario Nacional;
e) Servir a las cooperativas y a los organismos integrativos como agente financiero y avalar cuando sea necesario y conveniente, los préstamos que aquellos contraten con entidades financieras nacionales o extranjeras;
f) Promover y en caso necesario participar, en la formación de empresas patrimoniales de interés público, entre las cooperativas, las municipalidades y entes estatales, conjunta o separadamente, tratando siempre de que en forma gradual y coordinada, los certificados de aportación pasen a manos de los cooperadores naturales;
g) Obtener empréstitos nacionales y extranjeros con instituciones públicas, y gestionar la participación económica de las entidades estatales que corresponda, para el mejor desarrollo del movimiento cooperativo nacional;
h) Participar como asociado de las cooperativas cuando las circunstancias así lo demanden, previa solicitud de la asamblea de la cooperativa respectiva y estudio de factibilidad del INFOCOOP para determinar la importancia del proyecto. En aquellas cooperativas que tengan menos de cuatro años de existencia y en las cuales el aporte de capital del Instituto sea superior a un 60% del capital social de la cooperativa, el Instituto podrá nombrar y remover al gerente. Esta designación tendrá un plazo máximo de cinco años;
i) Promover la integración cooperativa tanto en el país como fuera de él, a fin de lograr el fortalecimiento y desarrollo cooperativo a través de organismos superiores;
j) Recibir préstamos del Banco Central de Costa Rica y redescontar en éste documentos de crédito, ajustándose a los mismos requisitos que se aplican a los bancos comerciales para todas las operaciones;
k) Realizar investigaciones en diferentes ramas cooperativas económicas y sociales tendientes a ir diseñando un eficiente sector cooperativo en la economía nacional;
l) Llevar una estadística completa del movimiento cooperativo nacional; mantener un activo intercambio de informaciones y experiencias entre todas las cooperativas y proporcionar a entidades nacionales e internacionales, información relacionada con el movimiento cooperativo nacional;
m) Colaborar con la Oficina de Planificación en la elaboración de los planes de desarrollo nacional; asimismo con todas las instituciones públicas en los programas que promuevan a las cooperativas dentro del espíritu del artículo 1.º de esta ley;
n) Servir como organismo consultivo nacional en materias relacionadas con la filosofía, doctrina y métodos cooperativistas;
ñ) Evacuar las consultas ordenadas por la Constitución Política sobre proyectos de ley, que guarden relación con las asociaciones cooperativas;
o) Revisar los libros de actas y contabilidad de todas las cooperativas y realizar un auditoraje por lo menos cada dos años, o cuando las circunstancias lo ameriten, o así lo soliciten sus cuerpos representativos;
p) Solicitar y recibir informes estadísticos u otros datos sobre la marcha de cualquier cooperativa;
q) Ejercer todas las demás funciones, facultades y deberes que le corresponden de acuerdo con esta ley y la naturaleza de su finalidad; y
r) El INFOCOOP, en materia de servicios a cooperativas primarias que formen parte de organismos de segundo grado deberá coordinar con estos lo relativo a dichos servicios.

## Cooperativismo costarricense
En Costa Rica, las raíces del cooperativismo están presentes desde 1943, siendo la Cooperativa Agrícola e Industrial Victoria R.L, la cooperativa más antigua del país.
Según los resultados del IV Censo Nacional Cooperativo, en Costa Rica el movimiento agrupa a 887.335 cooperativistas, lo que representa el 21% de la población nacional y donde más de 26 000 corresponden a asociados a las cooperativas escolares y estudiantiles. Las cooperativas están presentes en todos los sectores de la economía. Dentro de los principales aportes económicos se detectan ¢132.000 millones en exportaciones, 33.357.850 personas beneficiadas con el transporte público, 708 mil personas beneficiadas con servicios de electrificación, el 36.7% de la producción nacional de café y la generación de 21.632 empleos directos.